# V.League 1 2013
Die V.League 1 2013, aus Sponsorengründen auch als Eximbank V.League 1 bekannt, war die 30. Spielzeit der höchsten vietnamesischen Fußballliga seit ihrer Gründung im Jahr 1980. Die Saison begann am 3. März und endete am 31. August 2013. Titelverteidiger war SHB Đà Nẵng.

## Mannschaften
- Aufsteiger aus der V.League 2: CLB Đồng Nai, Đồng Tâm Long An
- Einstellung des Spielbetriebes: Hà Nội FC (1956), Khatoco Khánh Hòa, Navibank Sài Gòn FC
- Absteiger 2012: TĐCS Đồng Tháp

| Verein                  | Beheimatet in, Provinz  | Stadion            |
| ----------------------- | ----------------------- | ------------------ |
| Becamex Bình Dương      | Thủ Dầu Một, Bình Dương | Gò-Đậu-Stadion     |
| SHB Đà Nẵng             | Đà Nẵng                 | Chi Lăng Stadium   |
| CLB Đồng Nai            | Đồng Nai                | Đồng Nai Stadium   |
| Đồng Tâm Long An        | Tân An, Long An         | Long An Stadium    |
| Vicem Hải Phòng         | Hải Phòng               | Lạch Tray Stadium  |
| Hà Nội T&T              | Hanoi                   | Hàng Đẫy Stadium   |
| Hoàng Anh Gia Lai       | Pleiku, Gia Lai         | Pleiku Stadium     |
| Kienlongbank Kiên Giang | Rạch Giá, Kiên Giang    | Rạch Giá Stadium   |
| Vissai Ninh Bình FC     | Ninh Bình, Ninh Bình    | Ninh Bình Stadium  |
| Xuân Thành Sài Gòn FC   | Ho-Chi-Minh-Stadt       | Thống Nhất Stadium |
| Sông Lam Nghệ An        | Vinh, Nghệ An           | Vinh Stadium       |
| FC Thanh Hóa            | Thanh Hóa, Thanh Hóa    | Thanh Hóa Stadium  |

## Abschlusstabelle
Stand: Saisonende 2013
| Pl. | Verein                    | Sp. | S  | U | N  | Tore    | Diff. | Punkte |
| --- | ------------------------- | --- | -- | - | -- | ------- | ----- | ------ |
| 1.  | Hà Nội T&T                | 20  | 11 | 5 | 4  | 046:240 | +22   | 38     |
| 2.  | SHB Đà Nẵng (M)           | 20  | 10 | 5 | 5  | 029:240 | +5    | 35     |
| 3.  | Hoàng Anh Gia Lai         | 20  | 10 | 5 | 5  | 024:160 | +8    | 35     |
| 4.  | Sông Lam Nghệ An          | 20  | 9  | 6 | 5  | 040:240 | +16   | 33     |
| 5.  | FC Thanh Hóa              | 20  | 9  | 6 | 5  | 040:330 | +7    | 33     |
| 6.  | Vicem Hải Phòng           | 20  | 7  | 5 | 8  | 039:280 | +11   | 26     |
| 7.  | CLB Đồng Nai (N)          | 20  | 6  | 7 | 7  | 027:360 | −9    | 25     |
| 8.  | Becamex Bình Dương        | 20  | 6  | 5 | 9  | 034:350 | −1    | 23     |
| 9.  | Đồng Tâm Long An (N)      | 20  | 7  | 1 | 12 | 031:530 | −22   | 22     |
| 10. | Vissai Ninh Bình FC       | 20  | 4  | 6 | 10 | 023:320 | −9    | 18     |
| 11. | Kienlongbank Kiên Giang   | 20  | 3  | 5 | 12 | 024:520 | −28   | 14     |
| 12. | Xuân Thành Sài Gòn FC (P) | 0   | 0  | 0 | 0  | 000:000 | ±0    | 0      |

| Zum Saisonende 2013: |
| Vietnamesischer Meister und Teilnahme an der PlayOff-Phase der AFC Champions League 2014 Vietnamesischer Pokalsieger und Teilnahme an der Gruppenphase des AFC Cup 2014 Rückzug aus der Liga |

| Zum Saisonende 2012: |                                              |
| (M)                  | Amtierender Meister: SHB Đà Nẵng             |
| (P)                  | Amtierender Pokalsieger: Navibank Sài Gòn FC |
| (N)                  | Aufsteiger aus der zweiten Liga              |

## Beste Torschützen
Stand: Saisonende 2013
| Platz | Spieler                  | Mannschaft          | Tore |
| ----- | ------------------------ | ------------------- | ---- |
| 1.    | Gonzalo Damian Marronkle | Hà Nội T&T          | 14   |
| 1.    | Hoàng Vũ Samson          | Hà Nội T&T          | 14   |
| 3.    | Abass Cheikh Dieng       | FC Thanh Hóa        | 13   |
| 3.    | Lê Công Vinh             | Sông Lam Nghệ An    | 13   |
| 5.    | Gastón Merlo             | SHB Đà Nẵng         | 12   |
| 5.    | Nguyễn Anh Đức           | Becamex Bình Dương  | 12   |
| 7.    | Ganiyu Oseni             | Hoàng Anh Gia Lai   | 10   |
| 7.    | Evaldo Goncalves         | Hoàng Anh Gia Lai   | 10   |
| 7.    | Moussa Sanogo            | Vissai Ninh Bình FC | 10   |
| 7.    | Gilson Campos            | Đồng Tâm Long An    | 10   |

- Anmerkung: Die Tore gegen Xuân Thành Sài Gòn FC wurden nicht angerechnet.